# Parlier
Parlier és una població dels Estats Units a l'estat de Califòrnia. Segons el cens del 2008 tenia 13.124 habitants.

## Demografia
Segons el cens del 2000, Parlier tenia 11.145 habitants, 2.446 habitatges, i 2.179 famílies. La densitat de població era de 2.656,2 habitants/km².
Dels 2.446 habitatges en un 61,9% hi vivien nens de menys de 18 anys, en un 62,8% hi vivien parelles casades, en un 17,9% dones solteres, i en un 10,9% no eren unitats familiars. En el 6,8% dels habitatges hi vivien persones soles el 3,7% de les quals corresponia a persones de 65 anys o més que vivien soles. El nombre mitjà de persones vivint en cada habitatge era de 4,51 i el nombre mitjà de persones que vivien en cada família era de 4,59.
Per edats la població es repartia de la següent manera: un 37,9% tenia menys de 18 anys, un 14,3% entre 18 i 24, un 29,7% entre 25 i 44, un 13,2% de 45 a 60 i un 4,9% 65 anys o més.
L'edat mediana era de 24 anys. Per cada 100 dones de 18 o més anys hi havia 112,5 homes.
La renda mediana per habitatge era de 24.539 $ i la renda mediana per família de 24.275 $. Els homes tenien una renda mediana de 16.585 $ mentre que les dones 17.589 $. La renda per capita de la població era de 7.078 $. Entorn del 33,5% de les famílies i el 36% de la població estaven per davall del llindar de pobresa.

## Poblacions més properes
El següent diagrama mostra les poblacions més properes.